# Jonas Flöter
Jonas Flöter (né en 1967) est un éducateur et historien allemand.

## Biographie
Flöter étudie l'histoire, les sciences sociales, l'histoire de l'art et les études culturelles aux universités de Leipzig, Klagenfurt et Vienne. Il obtient son doctorat à Leipzig en 2001 et y termine son habilitation en 2007. De 2012 à 2020, il est professeur au lycée de la cathédrale de  Naumbourg (de) pour les matières d'histoire et d'études sociales et en même temps, de 2016 à 2020, consultant pour le développement du leadership à l'école publique de Saxe-Anhalt. En 2020, il est nommé professeur de sciences pédagogiques générales à l'Université de Leipzig.
Les recherches de Flöter se concentrent sur l'histoire culturelle et sociale du système éducatif, la théorie de l'éducation et de l'éducation, la recherche fondamentale, l'histoire des universités et des sciences ainsi que l'histoire constitutionnelle et politique du XVIIIe au XXe siècle.

## Publications
Monographies
- Schulpforte im Kontext. Bildungsgeschichtliche Betrachtungen aus vierdreiviertel Jahrhunderten. Leipziger Universitätsverlag, Leipzig, 2018.
- Eliten-Bildung in Sachsen und Preußen. Die Fürsten- und Landesschulen Grimma (de), Meißen, Joachimsthal und Pforta (1868–1933). Böhlau, Cologne/Weimar/Vienne, 2009.
- Leipziger Universitätsgeschichte(n). 600 Jahre Alma Mater Lipsiensis. Evangelische Verlagsanstalt (de), Leipzig, 2009.
- Beust und die Reform des Deutschen Bundes 1850–1866. Sächsisch-mittelstaatliche Koalitionspolitik im Kontext der deutschen Frage. Böhlau, Cologne/Weimar/Vienne, 2001.

Rédactions
- avec Gerald Diesener,  Karl Lamprecht (1856–1915). Durchbruch in der Geschichtswissenschaft. Leipziger Universitätsverlag, Leipzig, 2015.
- avec Christian Ritzi, Das Joachimsthalsche Gymnasium. Beiträge zum Aufstieg und Niedergang der Fürstenschule der Hohenzollern. Klinkhardt, Bad Heilbrunn, 2009.
- avec Christian Ritzi, Bildungsmäzenatentum. Privates Handeln, Bürgersinn, kulturelle Kompetenz seit der Frühen Neuzeit. Böhlau, Cologne/Weimar/Vienne, 2007.
- avec Günther Wartenberg (de), Die sächsischen Fürsten- und Landesschulen. Interaktion von lutherisch-humanistischem Erziehungsideal und Eliten-Bildung. Leipziger Universitätsverlag, Leipzig, 2004.
- avec Günther Wartenberg, Die Dresdener Konferenz 1850/51. Föderalisierung des Deutschen Bundes versus Machtinteressen der Einzelstaaten. Leipziger Universitätsverlag, Leipzig, 2002.